# Alcides Chiesa
Alcides Chiesa (Quilmes, provincia de Buenos Aires, Argentina, 1948 – ibídem, 10 de abril de 2017) fue un director y guionista de cine que por razones políticas debió exiliarse en Alemania donde continuó ligado a esa actividad, que prosiguió en Argentina a fines de la década de 1980.

## Actividad política
A partir de 1973 militó en el peronismo en la Juventud Peronista y trabajaba en los barrios carenciados. Era amigo de Juan Antonio Ginés, quien había realizado actividad gremial en una fábrica, en la Juventud Peronista y militaba en Montoneros, si bien discrepaba con la política de enfrentar directamente a los militares y, en cambio, militaba en política cultural, hablando sobre cine y enseñando teatro en las villas.
Se reunía con Ginés, quien había pasado a la clandestinidad, todos los lunes en la carpintería del padre de Alcides y después le avisaba a su familia que él estaba bien, porque no tenía contacto con ellos. Un día Ginés no concurrió y el 14 de octubre de 1977 fue asesinado. Antes de esa fecha, Chiesa, que era estudiante de cine en el Instituto Nacional de Cinematografía, hizo una película sobre las pinturas del pintor quilmeño Manuel Olivera y un día se enteró de que el filme había sido secuestrado. Afirmaba que esto lo sorprendió porque consideraba que era un filme sobre una pintura, no sobre política. Según Chiesa, Olivera expresaba la soledad desde el punto de vista místico, y si daba como ejemplo a las personas que estaban secuestradas, no era como recurso político sino referido a la soledad.
El 15 de octubre de 1977 Chiesa fue secuestrado junto a su mujer, cosa que no ocurrió con Olivera. A ella la liberaron y a Chiesa lo mantuvieron detenido durante dos meses en la Brigada de Quilmes y en el centro clandestino de detención Puesto Vasco. Lo liberaron, pero un tiempo después volvieron a detenerlo y estuvo a disposición del Poder Ejecutivo Nacional desde julio de 1978 a enero de 1982 en la Unidad 9 de La Plata y el penal de Rawson hasta que logró irse del país, trabajando desde entonces en Alemania donde continuó vinculado al cine documental. De retorno a la Argentina en 2012 declaró como testigo ante el Tribunal Oral Federal 1 de La Plata, que juzgaba los crímenes del llamado Circuito Camps.
Fue presidente del Consejo Asesor del Instituto Nacional de Cine y Artes Audiovisuales en 2014 y al tiempo de fallecer se desempeñaba como Prosecretario General de la Comisión Directiva de Directores Argentinos Cinematográficos.

## Actividad fílmica en Argentina
Retornó al cine argentino cuando Jeanine Meerapfel, directora y guionista de cine nacida en Argentina con trayectoria en Alemania, comenzó en Buenos Aires en 1986 la filmación de La amiga, una película en la que Chiesa fue coguionista y cuyo estreno en Argentina se produjo recién en 1989 por las implicancias políticas del tema. En ese momento el Instituto Goethe estaba organizando un taller de cine del que surgieron tres cortometrajes. En el filme Desembarcos los codirectores Chiesa y Meerapfel registran momentos de dicho taller.
En 1991 dirigió sobre su propio guion el filme documental de ficción Apuntes de un viaje al Iberá realizado en 16 mm, coproducción de Argentina y Alemania. En 1994 se estrenó Amigomío, su película más conocida, codirigida con Meerapfel sobre el guion de los directores basado en la novela Historia de papá y Amigomío, de Pablo Bergel, que narra el extenso viaje por Sudamérica hasta Ecuador que hace un militante político argentino que escapa con su pequeño hijo. Después dirigió Tito, el navegante (2010) y Dixit (2012). 
Por su labor en Amigomío fue nominado, junto a Jeanine Meerapfe, en el Festival de Cine de Gramado de 1994, al Premio Kikito de Oro a la Mejor Película Latina.
Alcides Chiesa falleció el 10 de abril de 2017.

## Filmografía
Director
- Dixit documental (2012)
- Tito, el navegante Video documental (2010)
- Amigomío (1994)
- Apuntes de un viaje al Iberá Inédita (1991)
- Desembarcos o When Memory Speaks documental inédito (1989)
- 13 Minuten vor zwölf in Lima cortometraje documental para televisión (1989)

Producción
- Tito, el navegante Video documental (2010)

Guionista
- Dixit documental (2012)
- Tito, el naveganteVideo documental (2010)
- El verano de Ana o Anna'Summer (2001) Colaboración en el guion
- Amigomío (1994)
- Apuntes de un viaje al Iberá Inédita (1991)
- Desembarcos o When Memory Speaks documental inédito (1989)
- La amiga (1989)

Fotografía
- Tito, el navegante Video documental (2010)

Asistente de Dirección
- La amiga (1989)